# Mémoires de Chadli Bendjedid
Les Mémoires de Chadli Bendjedid (en arabe : مذكرات الشاذلي بن جديد) est un livre en arabe et en français écrit par l'ancien président algérien Chadli Bendjedid, et édité par l'écrivain Abdelaziz Boubakir. Le premier volume, intitulé Traits d'une vie (1929 - 1979) a été publié en 2012 par Casbah Éditions.
Ces mémoires s’apparentent davantage à une autotraduction de soi qu’à une autobiographie complète, car leur auteur a évité de raconter tous les aspects de sa vie. Il justifie cela par deux raisons : la première est la perte ou la destruction de certains documents pour diverses causes ; la seconde tient aux fluctuations de la mémoire. Il a également délibérément omis certains éléments qui pourraient être interprétés comme des règlements de comptes personnels ou porter atteinte à certaines personnes. Ces mémoires constituent donc une traduction de soi que l’auteur a intitulée Traits d’une vie.

## L'auteur
Chadli Bendjedid est né le 14 avril 1929 à Bouteldja dans la wilaya d'El Tarf. Il effectua ses études primaires à l’école des indigènes de Rahbet Ezzerâa entre 1935 et 1940, puis poursuivit sa scolarité à Baral (actuelle Chihani), avant de continuer le cycle moyen à Mondovi (aujourd’hui Drean). Il intégra ensuite un centre de formation professionnelle à Oued El Aneb, près d’Annaba.
Avant de rejoindre les rangs de la Révolution, il travailla comme inspecteur dans la société Tabacop, spécialisée dans la production de tabac. En 1955, il s’engagea dans la lutte de libération nationale. Il gravit rapidement les échelons au sein de l’Armée de libération nationale (ALN) : d’abord adjoint du chef de section, puis chef de section, adjoint du chef de région, et enfin chef de région dès la fin de l’année 1956. À la fin de l’année 1957, il fut nommé adjoint au responsable de la zone, avant de devenir, entre 1958 et 1959, chef de la première région de la base de l'Est. En 1960, il fut promu au grade de capitaine et nommé adjoint au commandant de la zone nord des opérations. Après l’indépendance, en 1962, il fut nommé adjoint au commandant de la 6e région militaire à Constantine, avec le grade de commandant. En 1963, il devint commandant de cette même région et supervisa le retrait des troupes françaises du Nord-Constantinois. L’année suivante, après la fusion des 5e et 6e régions militaires, il prit le commandement de la nouvelle 5e région basée à Constantine. En 1964, il fut transféré à la tête de la 2e région militaire à Oran.
Suite au coup d’État du 19 juin 1965, Chadli Bendjedid fut nommé membre du Conseil de la Révolution. En 1968, il supervisa l’évacuation des français de la base navale de Mers El-Kébir. L’année suivante, en 1969, il accéda au grade de colonel. En janvier 1979, le 4e congrès du Front de libération nationale (FLN) l’élut secrétaire général du parti et candidat à la présidence de la République. Le 7 février 1979, il fut élu président de la République. Il fut réélu en 1984, puis une troisième fois en 1989. À la suite des événements d’octobre 1988, Chadli Bendjedid engagea une série de réformes politiques profondes. En février 1989, il initia un changement constitutionnel qui ouvrit l’Algérie à une nouvelle ère de pluralisme politique et de liberté d’expression. Il démissionna de ses fonctions en janvier 1992.

## Caractéristiques
Les mémoires offrent un aperçu qui comprend les éléments suivants :
- Informations précises : L’auteur a vécu les événements relatés, en a été acteur ou témoin, et a rédigé ces mémoires avec l’aide de nombreux amis. L’écriture lui a pris quatre années de travail.

- Analyse et commentaires des événements : Lors du récit des faits, il formule des jugements, critiques et met en relation les événements nationaux et internationaux, aidé en cela par le travail de l’éditeur de l’ouvrage.

- Clémence : L’auteur des mémoires a fait preuve d’une grande magnanimité et d’indulgence. Cela se manifeste dans plusieurs cas :

1. Libération du président Ahmed Ben Bella
2. Autorisation de retour au pays pour l’ancien chef d’état-major de l’Armée nationale populaire, Tahar Zbiri, durant son mandat présidentiel
3. Tolérance envers le chef de la Wilaya II, Salah Boubnider, et Brahim Chibout après l’indépendance
4. Bienveillance envers le membre de l’état-major de la Wilaya II, Larbi Ben Redjem, durant l’été 1962
5. Ces comportements témoignent d’une éthique noble et exemplaire.

- Correction de certaines erreurs historiques, l’une des raisons de la publication de ces mémoires est la rectification d’erreurs historiques, notamment :

1. Défense de l’honneur familial, en particulier celui du père, la famille ayant été opposée à la colonisation française.
2. L’auteur n’a jamais servi dans l’armée française, ni par obligation militaire ni par engagement volontaire.
3. Réponse à l’accusation portée contre le président Houari Boumédiène selon laquelle il aurait nommé des officiers déserteurs de l’armée française à des postes élevés dans l’Armée de libération nationale. En vérité, ces officiers étaient déjà en place dans l’état-major de l’Est avant la création de l’état-major général, et il les a intégrés comme moudjahidines algériens pour moderniser l’Armée nationale populaire, préférant cela au recours à des experts étrangers, sans pour autant léser les officiers moudjahidines.
4. Les mémoires précisent la position du président Houari Boumédiène lors des événements tragiques ayant conduit à l’exécution du colonel Mohamed Chabani en 1964.
5. Correction des noms des membres du tribunal ayant jugé le colonel Mohamed Chabani.
6. Affirmation que le commandant de la première région militaire, Saïd Abid, s’est suicidé, contrairement à la version officielle.
7. Clarification selon laquelle les pilotes des avions MiG-17 et MiG-21 ayant bombardé les colonnes de chars venant d’El Asnam vers la capitale à El Affroun en 1967 étaient des Algériens et non des Soviétiques.
8. Rectification selon laquelle c’est le commandant Chadli Bendjedid qui a sécurisé le passage du commandant Ahmed Bencherif pour son retour au pays, contrairement aux versions courantes.

- Défense de la légitimité révolutionnaire du redressement du 19 juin 1965 : L’auteur est resté fidèle à ce mouvement jusqu’à la fin, et n’a pas soutenu le coup d’État mené par le chef d’état-major de l’ANP, Tahar Zbiri, en 1967. Il affirmait qu’il ne voulait pas que l’Algérie devienne un pays africain où chaque président commence son mandat par un coup d’État et le termine par un autre.

- Abnégation : Les mémoires sont dénuées de narcissisme ; l’auteur estime que les événements de l’Algérie sont plus importants que les individus.

## Vue d'ensemble
- Ces mémoires enrichissent l’histoire de la glorieuse révolution de libération, apportant des informations sur :

1. La base de l’Est
2. L’état-major de l’Est
3. Les événements de la région Est
4. L’état-major général
5. La zone des opérations de l’Est, en particulier le Nord
6. Le redressement révolutionnaire du 19 juin 1965
7. La tentative de coup d’État de Tahar Zbiri en 1967
8. La rébellion du colonel Mohamed Chabani
9. La récupération de Mers El-Kébir à Oran
10. Les relations avec le Maroc avant 1979

- Les mémoires présentent également des portraits de figures militaires ayant travaillé avec l’auteur, utiles aux chercheurs pour enrichir leurs biographies :

1. Chouichi El Aïssani (premier commandant de corps d’armée durant la révolution)
2. Amar Boukellaz (premier commandant de la base 3)
3. Salem Juliano (commandant de la 4e région de la base Est)
4. Abdelrahmane Ben Salem (commandant de la zone d’opérations nord)
5. Ahmed Tarkhouch (commandant du 11e corps)
6. Saïd Mohammedi, alias Si Nacer (chef de l’état-major de l’Est, commandant de la Wilaya III)
7. Haddad Abdelnour (membre de l’état-major, militaire dans le 13e corps)
8. Frantz Fanon (politicien dans la délégation extérieure, premier ambassadeur au Ghana)
9. Ali Mendjeli (membre de l’état-major général, membre du Conseil de la Révolution)
10. Houari Boumédiène (commandant de wilaya, chef de l’état-major de l’Ouest, chef de l’état-major général, ministre de la Défense, président du Conseil de la Révolution, président de la République)

- Remarques :

Les mémoires abordent l’affaire Lamouri en la désignant comme un « complot des colonels ». En tant qu’étudiants, enseignants et chercheurs en histoire, nous considérons que la patrie est plus précieuse que les personnes. Même si les mémoires lèvent certaines ambiguïtés et accusations contre les participants à la réunion de Kef, nous rejetons l'appellation de « complot des colonels », qui vise notamment le trio dit « les trois B », tout comme l’appellation de « complot Lamouri », utilisée dans plusieurs ouvrages, dont celui de Mohamed Harbi Le FLN : mythe et réalité. L'appellation la plus appropriée reste celle d’incident de Kef, comme le désigne Abdelhamid Ouadi dans La base de l’Est.
Le commandant Abderrahmane Mira, chef de la Wilaya III, est bien entré en Algérie et a été martyrisé en s’y rendant. En réalité, il partit le 25 avril 1959, atteignit le territoire de la Wilaya III par la route saharienne, y fut chaleureusement accueilli par les moudjahidines, y organisa des réunions, prit des décisions malgré la forte présence coloniale dans la région dans le cadre de l’opération Jumelles (plan Challe), et fut finalement tué dans la grotte de Chelata le 7 novembre 1959.
- Les belles anecdotes des mémoires :

Lors de sa visite en Chine en octobre 1963, le dirigeant chinois Mao Zedong lui dit : « Vous êtes un grand peuple, et votre pays est magnifique. »
En 1970, à l’époque de la fraternité et du bon voisinage avec le Maroc, l’Algérie participa aux trois fêtes marocaines (la jeunesse, le trône, et l’armée royale). Elle y fut représentée par une formation militaire, et le porteur du drapeau était un sous-officier. Lors du passage du roi, il ne baissa pas le drapeau comme le faisaient les unités marocaines. Interrogé sur ce geste, il répondit : « Le drapeau pour lequel un million et demi de martyrs ont donné leur vie ne s’abaisse pas devant un homme, fût-il roi. »
En 1980, lors d’une visite à Sanaa (Yémen), une pancarte de bienvenue affichait : « Bienvenue sur la terre de vos ancêtres. » Cette attention lui fit grand plaisir. Le soir, Ahmed Ali Ghazali, ministre des Travaux publics, raconta, émerveillé : « Monsieur le Président, ils nous ressemblent beaucoup dans leurs coutumes, et leurs dialectes ressemblent énormément à nos dialectes amazighs. »

## Blocage du Tome II
La deuxième partie des mémoires, qui n’est pas encore publiée, aborde la période allant de son accession à la présidence en décembre 1979 jusqu’à sa démission de cette fonction le 11 janvier 1992.
L’écrivain Abdelaziz Boubakir a affirmé que l’ancien chef des services de renseignement, le général-major à la retraite Mohamed Lamine Mediène, dit "Tewfik", a empêché la publication de la deuxième partie des mémoires. Il déclaré lors du Forum « El-Hiwar » en mai 2019, que « le général Tewfik est à l’origine du blocage de la publication de la deuxième partie des mémoires de Chadli en raison des détails concernant la Cour des comptes, qui mettent en cause l’ancien président Abdelaziz Bouteflika dans des affaires de corruption. »
La deuxième partie des mémoires devrait pourtant contenir les principaux événements ayant marqué la présidence de Chadli, notamment l’insurrection du 8 octobre 1988, ses relations avec les hauts gradés de l’armée, les dessous de sa décision de démissionner soudainement en janvier 1992, ainsi que l’interruption du processus électoral qui s’en est suivie.